# Outcast (televíziós sorozat)
Az Outcast 2016-ban indult amerikai horror-dráma sorozat, melyet Robert Kirkman alkotott meg a hasonló című képregénysorozata alapján. A tíz epizódból álló első évadot 2016. június 3-án mutatták be a Cinemax csatornán.
2016. március 14-én még a sorozat bemutatása előtt berendelték a második évadot. Két évad után, 2018-ban elkaszálták a sorozatot.

## Rövid történet
A sorozat egy fiatal férfi, Kyle Barnes történetét követi nyomon, akit egész életében természetfeletti erők kísértettek. Most egy saját démonaival küzdő vidéki prédikátor, Anderson tiszteletes segítségével Kyle útnak indul, hogy számára eddig ismeretlen, átlagos életet élhessen. De a Kyle által felfedezett igazság örökre megváltoztathatja saját történetét és az egész világ sorsát.

## Szereplők

### Főszereplők
| Színész          | Szerep               | Magyar hang                 |
| ---------------- | -------------------- | --------------------------- |
| Patrick Fugit    | Kyle Barnes          | Szatory Dávid / Varga Rókus |
| Philip Glenister | Anderson tiszteletes | Kőszegi Ákos                |
| Wrenn Schmidt    | Megan Holter         | Haffner Anikó               |
| David Denman     | Mark Holter          | Schneider Zoltán            |
| Julia Crockett   | Sarah Barnes         | Pap Kati                    |
| Kate Lyn Sheil   | Allison Barnes       | Nemes Takách Kata           |
| Reg E. Cathey    | Giles                | Faragó András               |

### Mellékszereplők
| Színész         | Szerep             | Magyar hang       |
| --------------- | ------------------ | ----------------- |
| Gabriel Bateman | Joshua Austin      | Pál Dániel Máté   |
| C.J. Hoff       | Aaron              |                   |
| Melinda McGraw  | Patricia MacCready | Farkasinszky Edit |
| Grace Zabriskie | Mildred            | Kassai Ilona      |
| Catherine Dent  | Janet Anderson     |                   |
| Lee Tergesen    | Blake Morrow       |                   |
| Brent Spiner    | Sidney             | Vass Gábor        |

## A sorozat készítése
Robert Kirkman és a Fox International Studios még a képregénysorozat megjelenése előtt tervbe vette a televíziós műsor gyártását. A forgatókönyv megírása után az amerikai jogokat a Cinemax szerezte meg. A produkciót a Fox Internation Studios készíti, melyet az Egyesült Államokban a Cinemax, azon kívül pedig a Fox nemzetközi csatornái forgalmaznak. Robert Kirkman vezető producerként tevékenykedik a sorozat elkészítésében. A tíz epizódból álló első évadban a főszereplők soraiban többek között Patrick Fugit és Philip Glenister látható. A sorozat első részét Adam Wingard rendezte.
2015. augusztus 10-én indultak meg a forgatási munkálatok az egyesült államokbeli Dél-Karolinában. York település ad otthont a sorozatbeli Rome városának.

## Bemutató
2016 júniusában tartották a sorozat premierjét a Fox csatornáin szerte a világon. 2016. május 20-án a Fox csoport élőben a Facebook Live-on mutatta be az első epizódot Európában.

## Epizódok
| Évad | Évad | Részek száma | Részek száma | Eredeti sugárzás | Eredeti sugárzás    | Eredeti adó | Magyar sugárzás  | Magyar sugárzás     | Magyar adó |
| Évad | Évad | Részek száma | Részek száma | Évadbemutató     | Évadzáró            | Eredeti adó | Évadbemutató     | Évadzáró            | Magyar adó |
| ---- | ---- | ------------ | ------------ | ---------------- | ------------------- | ----------- | ---------------- | ------------------- | ---------- |
|      | 1.   | 10           | 10           | 2016. június 3.  | 2016. augusztus 12. | Cinemax     | 2016. június 6.  | 2016. augusztus 15. | Fox        |
|      | 2.   | 10           | 10           | 2017. április 3. | 2017. június 5.     | Cinemax     | 2017. április 3. | 2017. június 5.     | Fox        |

### Első évad (2016)
| Sor. | Év. | Cím                                                          | Rendező        | Író               | Premier                                 | Nézettség   |
| ---- | --- | ------------------------------------------------------------ | -------------- | ----------------- | --------------------------------------- | ----------- |
| 1.   | 1.  | Körülvesz a sötétség (A Darkness Surrounds Him)              | Adam Wingard   | Robert Kirkman    | 2016. június 3. 2016. június 6.         | 0,15 millió |
| 2.   | 2.  | Emlékszem, valaha szeretett ((I Remember) When She Loved Me) | Howard Deutch  | Jeff Vlaming      | 2016. június 10. 2016. június 13.       | 0,19 millió |
| 3.   | 3.  | Most már egymagam vagyok (All Alone Now)                     | Howard Deutch  | Chris Black       | 2016. június 17. 2016. június 20.       | 0,17 millió |
| 4.   | 4.  | Lappangó indulat (A Wrath Unseen)                            | Julius Ramsay  | Robert Kirkman    | 2016. június 24. 2016. június 27.       | 0,25 millió |
| 5.   | 5.  | Hosszú még az út (The Road Before Us)                        | Craig Zobel    | Robin Veith       | 2016. július 8. 2016. július 11.        | 0,15 millió |
| 6.   | 6.  | Valami figyel a sötétből (From the Shadows It Watches)       | Tricia Brock   | Joy Blake         | 2016. július 15. 2016. július 18.       | 0,21 millió |
| 7.   | 7.  | Elrettentés (The Damage Done)                                | Leigh Janiak   | Nathaniel Halpern | 2016. július 22. 2016. július 25.       | 0,17 millió |
| 8.   | 8.  | Belső harc (What Lurks Within)                               | Scott Winant   | Tony Basgallop    | 2016. július 29. 2016. augusztus 1.     | 0,15 millió |
| 9.   | 9.  | Hazatérés (Close to Home)                                    | Howard Deutch  | Adam Targum       | 2016. augusztus 5. 2016. augusztus 8.   | 0,15 millió |
| 10.  | 10. | Egy kis fény (This Little Light)                             | Loni Peristere | Chris Black       | 2016. augusztus 12. 2016. augusztus 15. | 0,15 millió |

### Második évad (2017)
| Sor. | Év. | Cím                        | Rendező                  | Író                       | Premier           |
| ---- | --- | -------------------------- | ------------------------ | ------------------------- | ----------------- |
| 11.  | 1.  | Bad Penny                  | Tricia Brock             | Chris Black               | 2017. április 3.  |
| 12.  | 2.  | The Day After That         | Loni Peristere           | Adam Targum               | 2017. április 10. |
| 13.  | 3.  | Not My Job to Judge        | Howard Deutch            | Jeff Vlaming              | 2017. április 17. |
| 14.  | 4.  | The One I'd Be Waiting For | Alrick Riley             | Rebecca Sonnenshine       | 2017. április 24. |
| 15.  | 5.  | The Common Good            | Ti West                  | Chris Black & Adam Targum | 2017. május 1.    |
| 16.  | 6.  | Fireflies                  | Fernando Coimbra         | Sarah Byrd                | 2017. május 8.    |
| 17.  | 7.  | Alone When It Comes        | Josef Wladyka            | Helen Leigh               | 2017. május 15.   |
| 18.  | 8.  | Mercy                      | Daisy von Scherler Mayer | Jeff Vlaming              | 2017. május 22.   |
| 19.  | 9.  | This is How It Starts      | Howard Deutch            | Adam Targum               | 2017. május 29.   |
| 20.  | 10. | To the Sea                 | Loni Peristere           | Chris Black               | 2017. június 5.   |

## Fogadtatás
Az első évad többnyire pozitív fogadtatásban részesült a kritikusok részéről. A filmekkel kapcsolatos kritikákat, információkat és híreket összegyűjtő Rotten Tomatoes 38 vélemény alapján 79 pontra értékelte a sorozatot a maximális 100-ból. A Metacritic 28 kritika alapján ugyanazon a skálán 70 pontra értékelte.

## Fordítás
- Ez a szócikk részben vagy egészben  az   Outcast (TV series) című angol Wikipédia-szócikk fordításán alapul.  Az eredeti cikk szerkesztőit annak laptörténete sorolja fel. Ez a jelzés csupán a megfogalmazás eredetét és a szerzői jogokat jelzi, nem szolgál a cikkben szereplő információk forrásmegjelöléseként.